# 삼성생명서비스손해사정
삼성생명서비스손해사정 또는 삼성생명서비스는 삼성생명이 지난 2000년과 2001년 분사시켰던 SIS특종상해손해사정과 STS커뮤니케이션, SWS 등 3개 회사를 통합, 2011년 7월 1일 자회사로 편입시킨 회사이다.